# Западная Чжоу (династия)

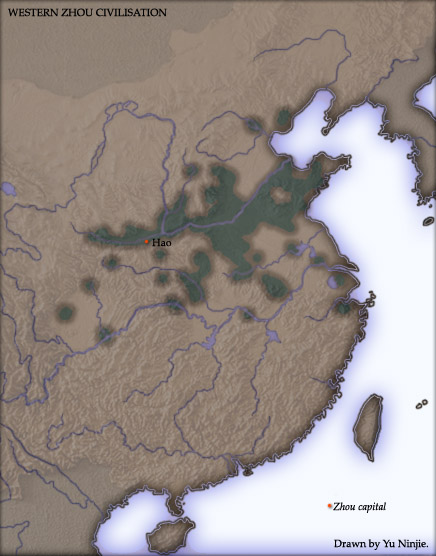
Китай во время династии Западное Чжоу (1050—771 годы до н. э.)

Западная Чжоу — раннее царство в Китае, период Западного Чжоу выделяют как начальный период эпохи Чжоу. Династия является правящей с 1045 по 770 год до н. э.. Столица — город Фэнхао.
История и жизнь Западного Чжоу известна по классическим трактатам «Чжоули» — Чжоуские ритуалы, «Шу-Цзин» — Книга Истории, «Ши-Цзин» — Книга Песен, «И-Цзин» — гадательная Книга Перемен, дополнительно имеются многочисленные надписи на бронзовых сосудах.
Стабильная хронология начинается с 841 года до н. э., с этой даты история достаточно аккуратно прослеживается в Исторических записках (Шицзи) Сыма Цяня и других летописях.

## Установление власти дома Чжоу
Правитель У-ван в битве при Муе разгромил царство Шан (Инь) и обеспечил господство царства Чжоу в Китае. Первые правители — добродетельный Вэнь-ван, решительный У-ван и его советник мудрый Чжоу-гун особенно почитаются и окутаны легендами. Чжоу-гун первые семь лет правил страной, после смерти У-вана, пока его сын Чэн-ван не повзрослел.
Приход к власти сопровождался установлением правильных ритуалов почитания духов Неба и Земли, которые детально описываются в исторических книгах.

## Первые правители
Чэн-ван и Кан-ван описываются в хрониках как справедливые цари, поддерживающие порядок, правильный ритуал, мир и спокойствие в соответствии с их предшественниками. При них владения Чжоу продолжали расширяться, они завоёвывали соседние царства, или правители соседних царств сами им добровольно подчинялись.

## Чжао-ваниМу-ван
При Чжао-ване государство ослабло. Когда он умер и не возвратился в столицу, долгое время о его смерти не сообщалось.
Му-ван решил вернуть в стране порядок. Он упорядочил жертвоприношения и судебную систему, обосновал презумпцию невиновности, ослабил пять тяжёлых наказаний (клеймление, урезание носа, отрубание ног, кастрация, смерть), заменив их большими денежными штрафами.

## Ли-ван
Ли-ван, пришедший к власти в 861 году до н. э., был бесчеловечным и жестоким правителем, он карал за слова, отчего подчинённые князья перестали являться ко двору, а подчинённые перестали разговаривать. Советник Чжао-гун пытался образумить вана, но безуспешно. Созрел народный бунт и в 841 году до н. э. Ли-ван бежал из столицы в Чжи. Скончался изгнанник в 827 году до н. э.
Власть переняли два гуна — Чжао-гун и Чжоу-гун, и в стране воцарилось согласие, поэтому это правление получило название Гун Хэ (Общее согласие). Когда Ли-ван умер в изгнании, два гуна возвели на престол его сына Сюань-вана.

## Сюань-ван
Сюань-ван допустил ошибки, не позаботившись об укреплении и разработке пограничных земель. Его войско потерпело сокрушительное поражение от жунов.

## Ю-ван
Во время правления Ю-вана произошло землетрясение, ряд знамений указывали на гибель роду Чжоу.
Ю-ван полюбил девушку Бао-сы, которую сделал старшей женой, отстранив прежнюю жену, а её сына сделал престолонаследником. Согласно летописям, Бао-сы никогда не смеялась, и чтобы её развлечь, Ю-ван зажигал сигнальные огни на сторожевых башнях, что приводило её в хорошее настроение. Но отец отстранённой старшей жены пожелал передать власть своему внуку и поднял восстание. Он набрал в союзники окрестные племена, среди которых были и жуны, и осадил город. Ю-ван зажёг сигнальные огни, но к нему на помощь никто не пришёл, думая, что огни снова зажгли ради потехи Бао-сы. Ван был лишён трона (есть сведения, что погиб), новым ваном был назначен сын его прежней старшей жены Пин-ван, а столица перенесена в Лои (Лоян) на востоке. Это событие историки считают концом династии Западного Чжоу и началом династии Восточное Чжоу. А само падение Западное Чжоу привело к войнам между местными государствами, что продолжалось до Циньского объединения Китая.

## Список правителей
Список правителей согласно гл.4 «Исторических записок» Сыма Цяня

(более подробно см. Список императоров Китая)

### Дом Цзи до овладевания Китаем
1. Хоу-цзи (имя Ци), родоначальник Чжоу, современник Шуня.
2. Бу-ку, сын предыдущего.
3. Цзюй[англ.], сын.
4. Гун-лю, сын.
5. Цин-цзе, сын.
6. Хуан-пу, сын.
7. Ча-фу, сын.
8. Хуэй-юй, сын.
9. Гун-фэй, сын.
10. Гао-юй, сын.
11. Я-юй, сын.
12. Гун-шу Цзу-лэй, сын.
13. Гу-гун (Тай-ван), сын.
14. Цзи-ли (Гун-цзи), младший сын.
15. Вэнь-ван (имя Чан) — он же Си-бо — сын. Правил в 1099 — 1050 годах до н. э..

### Правители династии Чжоу
| Личное имя | Тронное имя       | Годы правления1                                                              |
| Цзи Чан | Вэнь-ван 文王     | ок. 1095 - 1037 гг. до н.э.                                                  |
| --- | ----------------- | ---------------------------------------------------------------------------- |
| Цзи Фа 姬發 | У-ван 武王        | 1050/1046 — 1043 годы до н. э.1                                              |
| Цзи Сун 姬誦 | Чэн-ван 成王      | 1042 — 1021 годы до н. э.1                                                   |
| Цзи Чжао 姬釗 | Кан-ван 康王      | 1020 — 996 годы до н. э.1                                                    |
| Цзи Ся 姬瑕 | Чжао-ван 昭王     | 995 — 977 годы до н. э.1                                                     |
| Цзи Мань 姬滿 | Му-ван 穆王       | 976 — 922 годы до н. э.1                                                     |
| Цзи Иху 姬繄扈 | Гун-ван 共王/龔王 | 922 — 900 годы до н. э.1                                                     |
| Цзи Цзянь 姬囏 | И-ван 懿王        | 899 — 892 годы до н. э.1                                                     |
| Цзи Пифан 姬辟方 | Сяо-ван 孝王      | 891 — 886 годы до н. э.1                                                     |
| Цзи Се 姬燮 | И-ван 夷王        | 885 — 878 годы до н. э.1                                                     |
| Цзи Ху 姬胡 | Ли-ван 厲王/剌王  | 877 — 841 годы до н. э.1                                                     |
| | «Гун-хэ» 共和     | годы правления двух гунов при малолетстве Сюань-вана 841 — 828 годы до н. э. |
| Цзи Цзин 姬靜 | Сюань-ван 宣王    | 827 — 782 годы до н. э.                                                      |
| Цзи Гуншэн 姬宮湦 | Ю-ван 幽王        | 781 — 771 годы до н. э.                                                      |
| Конец Западного Чжоу/ Начало Восточного Чжоу 1Датировка дана по результатам работы Хронологического проекта Ся-Шан-Чжоу (кит. 夏商周断代工程) |                   |                                                                              |

## Монеты

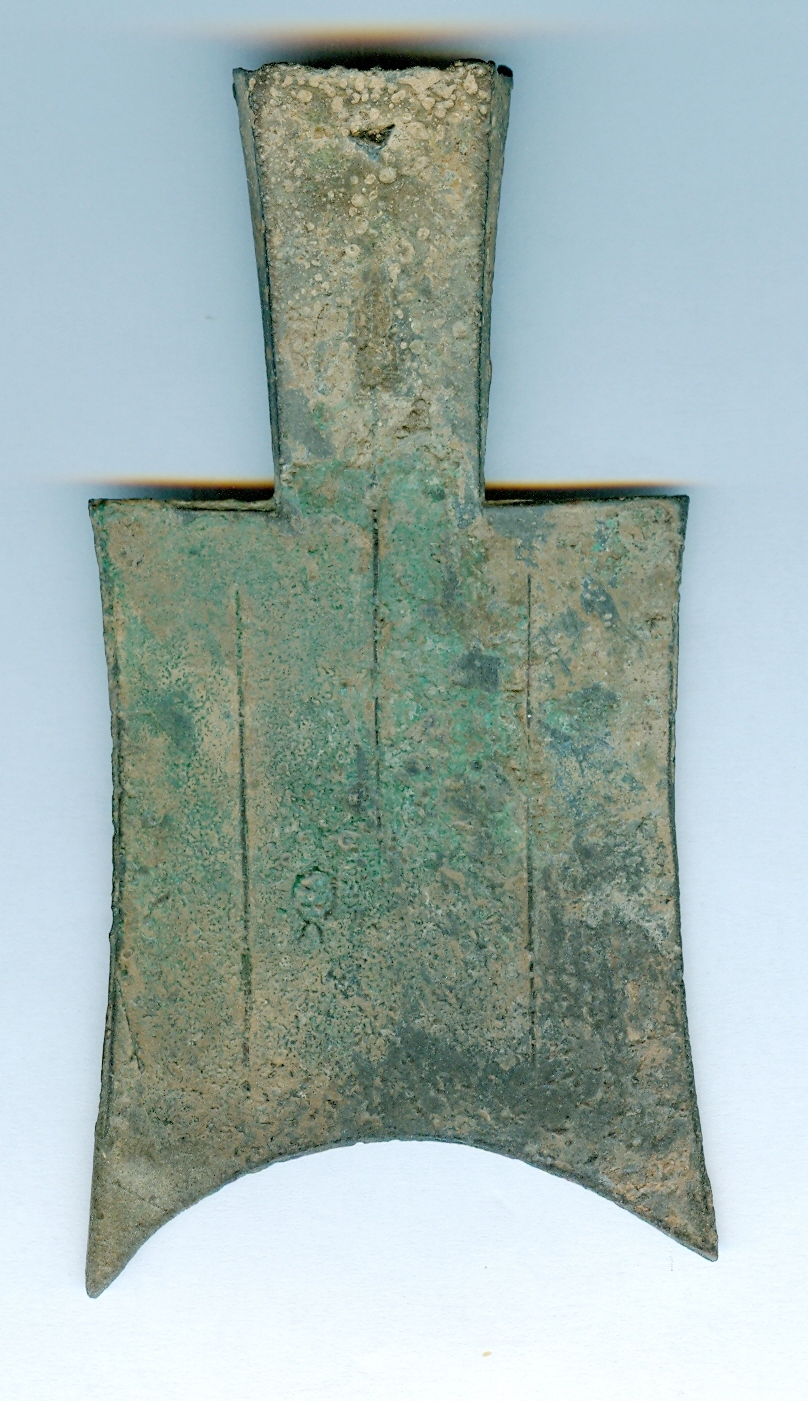
Монета Чжоу, около 650 — 400 годов до н. э. Обозначен один иероглиф "бэй"(貝).

В эпоху династии Чжоу впервые в мире было введено монетное обращение. Монеты Чжоу имели форму лопаты или мотыги. Эта форма в дальнейшем, в эпоху сражающихся царств стала основной в "центральных" царствах Древнего Китая и часто в периферийных царствах вплоть до объединения Китая царством Цинь.